# Sofija Nikolajewna Beljajewa-Eksempljarskaja
Sofija Nikolajewna Beljajewa-Eksempljarskaja, geboren Beljajewa, (russisch София Николаевна Беляева-Экземплярская, урожд. Беляева; * 12. Maijul. / 24. Mai 1895greg. in St. Petersburg; † 1973) war eine russische bzw. sowjetische Musikwissenschaftlerin, Psychologin und Hochschullehrerin.

## Leben
Nach dem Schulbesuch in St. Petersburg studierte Beljajewa in Moskau in den von Wladimir Guerrier gegründeten  Höheren Kursen für Frauen (jetzt Pädagogische Staatliche Universität Moskau (MPGU)) in der Historisch-Philologischen Fakultät mit Abschluss 1915. Daneben studierte sie an  Wassili Andrejews Musikschule in der Klavier-Klasse. Sie heiratete den Psychologen Wladimir Eksampljarski (1889–1957).
Ab 1916 arbeitete Beljajewa in dem von Georgi Tschelpanow gegründeten und geleiteten Psychologischen Institut der Kaiserlichen Universität Moskau und untersuchte Probleme der allgemeinen Psychologie und der Musikpsychologie. Sie wurde 1917 Assistentin am Lehrstuhl für Philosophie der Höheren Kurse für Frauen.
Nach der Oktoberrevolution arbeitete Beljajewa in der 1921 gegründeten Staatlichen Akademie der Kunstwissenschaften, deren Vollmitglied sie von 1923 bis 1930 war. Sie leitete dort die Musiksektion und führte Untersuchungen im Psychophysikalischen Laboratorium durch. Daneben forschte sie im Staatlichen Musikwissenschaftlichen Institut und hielt Vorlesungen im Architektur- und Bau-Institut, das später das Moskauer Architektur-Institut wurde. Von 1932 bis 1935 war sie wissenschaftliche Mitarbeiterin des Akustik-Laboratoriums beim Moskauer Konservatorium und untersuchte Probleme der Theorie und Psychologie der Musik.
Wegen  antisowjetischer Agitation wurde Beljajewa 1935 verhaftet und nach Artikel 58 des Strafgesetzbuches der RSFSR zu 5 Jahren Lagerhaft verurteilt. Daraufhin wurde ihr Mann 1937 aus Moskau nach Tscheljabinsk verbannt. Dorthin zog sie nach ihrer Freilassung und lehrte am Tscheljabinsker Pädagogischen Institut (1945 Ernennung zur Dozentin am Lehrstuhl für Psychologie). Sie verteidigte 1943 mit Erfolg ihre Kandidat-Dissertation über Psychologie in der Musikerziehung für die Promotion zur Kandidatin der pädagogischen Wissenschaften, in der sie erstmals in der Sowjetunion die psychologischen und pädagogischen Ansichten Alfred Binets behandelte. Sie fertigte 1952 eine Doktor-Dissertation über die emotionale Seite der Musikerziehung an, die sie aber nicht verteidigen durfte.
Im Rahmen der Entstalinisierung wurde Beljajewa 1956 wegen Fehlens einer Straftat rehabilitiert, worauf sie nach Moskau zurückkehrte und ab 1957 wieder im Psychologischen Institut arbeitete. Der Schwerpunkt ihrer Forschungsarbeit war die musikalische Wahrnehmung in Abhängigkeit von den Gesetzmäßigkeiten der Musiksprache und den altersbedingten und sozialpsychologischen Besonderheiten der musikalischen Entwicklung der Hörer.
Im Russischen Staatlichen Archiv für Literatur und Kunst gibt es Archivmaterial zu Beljajewa.